# Alter Rhein (Diepoldsauer Durchstich)

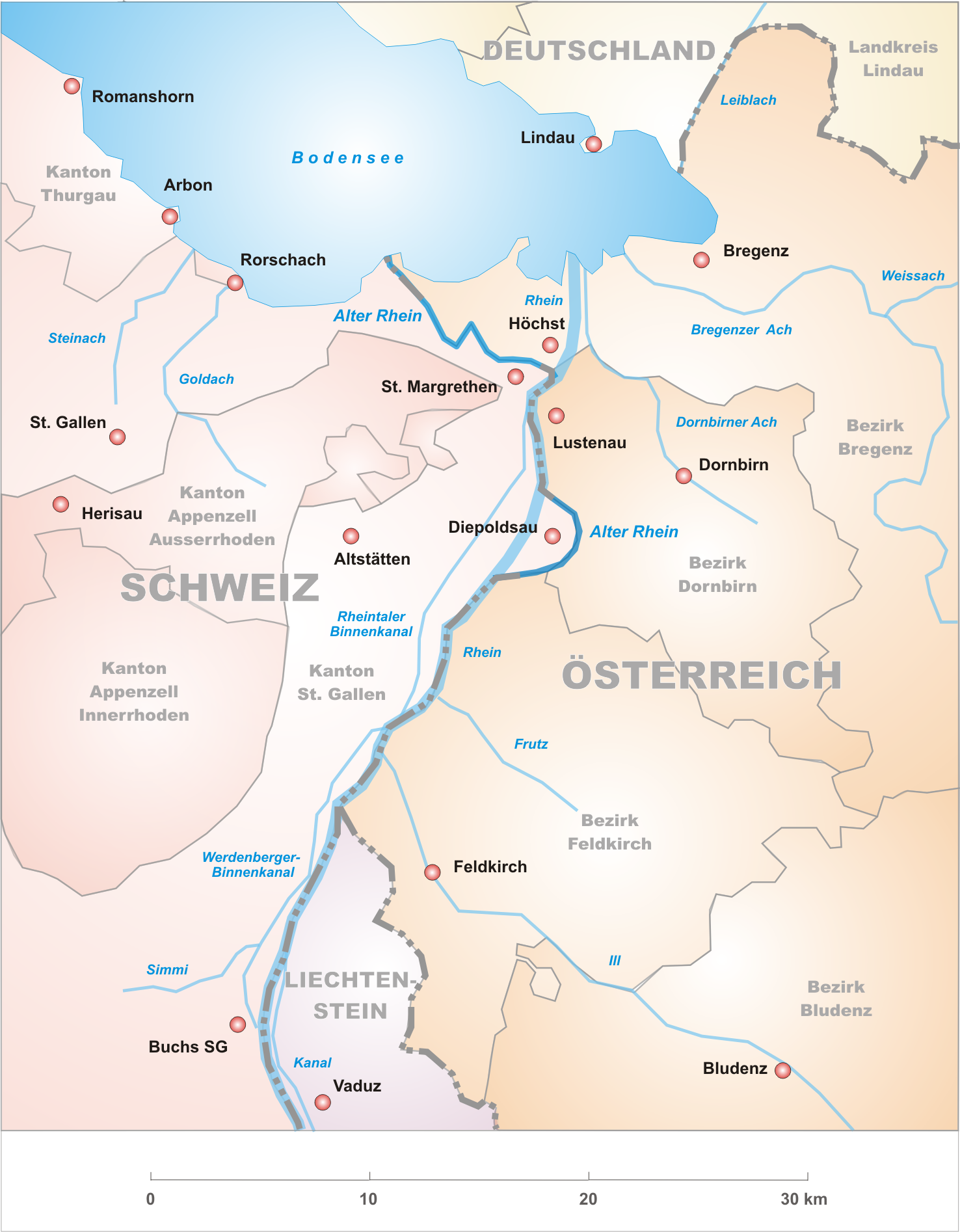
Der begradigte Alpenrhein und die beiden Abschnitte „Alter Rhein“

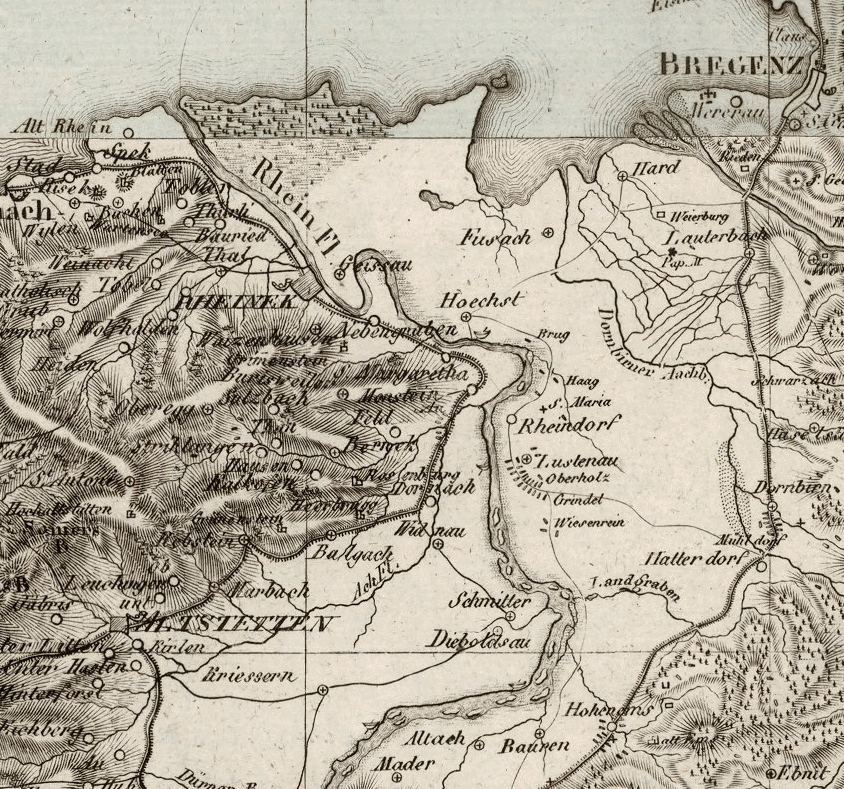
Karte von Diepoldsau vor dem Durchstich. Ausschnitt aus Carl Ferdinand Weiland, (1782–1847) Karte der Schweiz 1817.

Der Alte Rhein beim Diepoldsauer Durchstich ist ein Teil des alten Flussbettes des Rheins im St. Galler- und Vorarlberger Rheintal, der bei der Begradigung des Flusslaufs im Rahmen der Rheinregulierung abgetrennt wurde. Seither liegt die Schweizer Gemeinde Diepoldsau auf der „falschen“, eigentlich österreichischen östlichen Seite des Rheins.

## Geschichte
Der Alpenrhein wurde durch die Internationale Rheinregulierung (IRR) eingedämmt und begradigt. Der einst „wilde“ Fluss wurde so gezähmt und die Gefahr von wiederkehrenden Hochwassern weitgehend gebannt.
- Im Jahr 1900 wurde der Fußacher Durchstich nach fünfjähriger Bauzeit fertiggestellt. In den alten Flussarm wurde bei Höchst (Vorarlberg)/St. Margrethen der zwischen 1896 und 1906 neu angelegte Rheintaler Binnenkanal geleitet. Es entstand der Alte Rhein, der die Meteorwasser des St. Galler Rheintals und Teile des Appenzellerlandes in den Bodensee abführt. Er mündet bei der Ortschaft Altenrhein in den Bodensee.
- 1923 wurde der Flusslauf des Rheins mit dem Diepoldsauer Durchstich nochmals gekürzt; es entstand der Alte Rhein bei Diepoldsau.

Beide Gewässer haben sich zu wertvollen Naherholungs- und Naturschutzgebieten entwickelt.

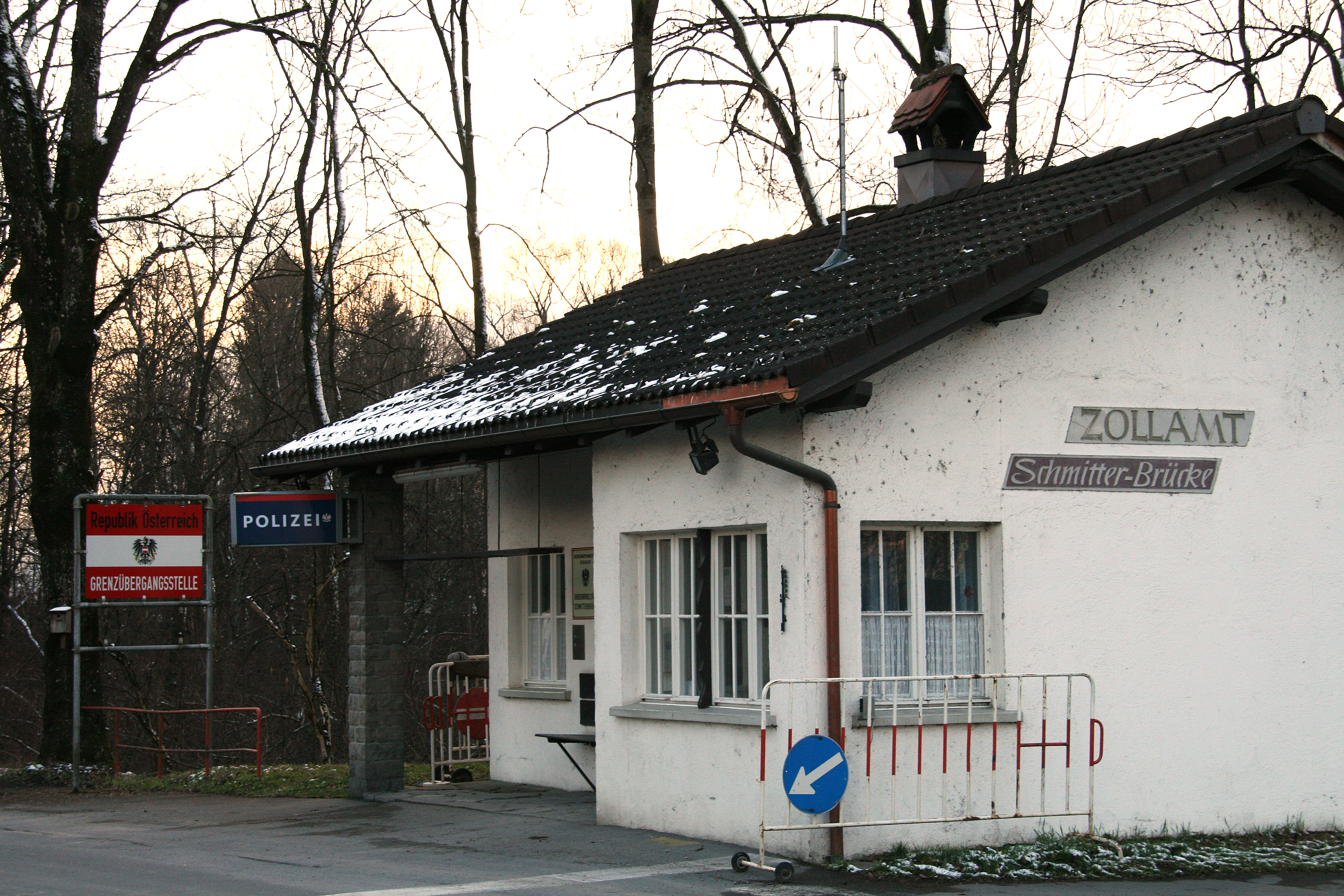
Das Zollamt Schmitter-Brücke zwischen dem Matz und dem Rohrspitz

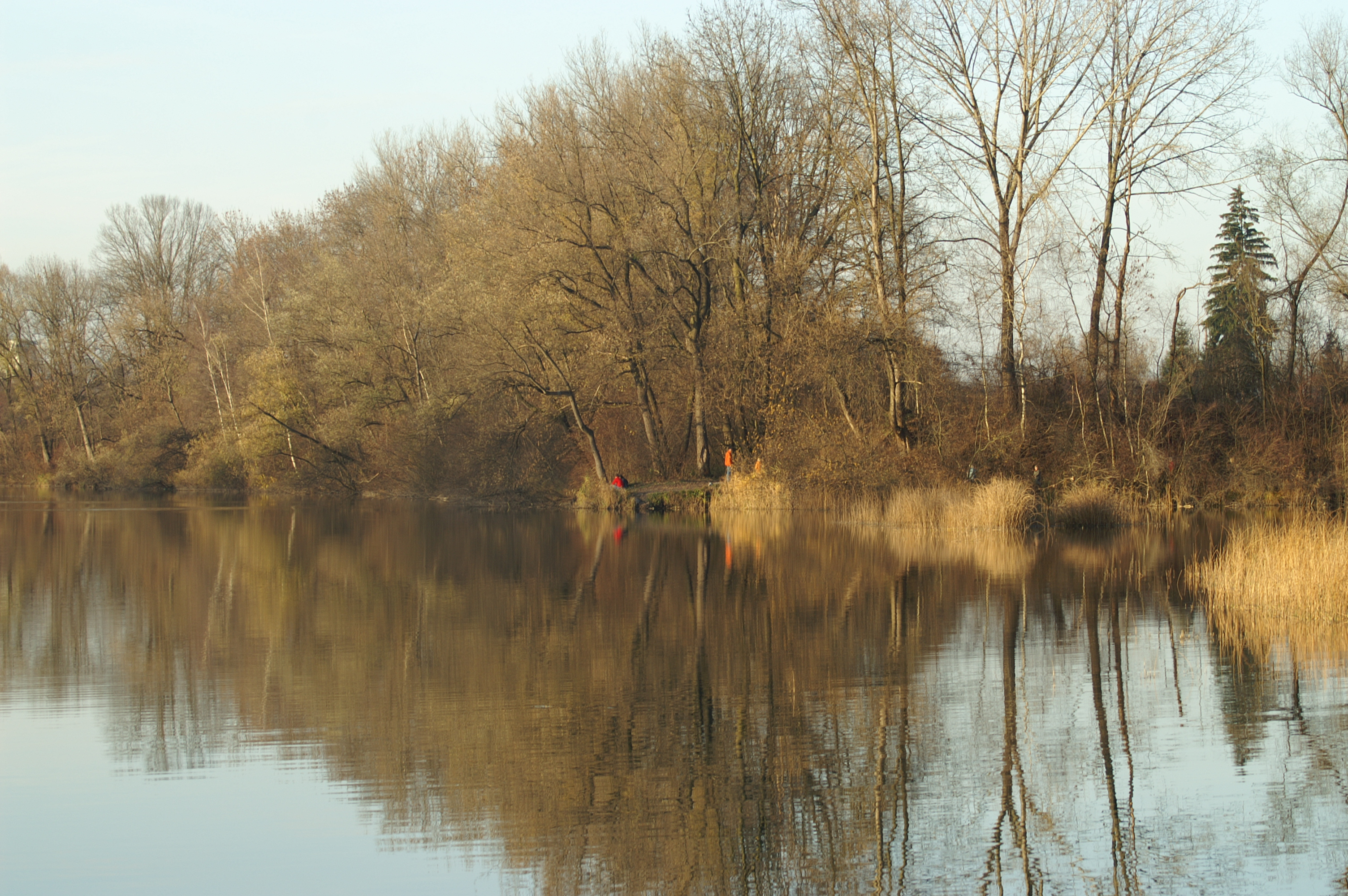
Der Alte Rhein bei Hohenems, an der Grenze zu Diepoldsau.

## Staatsgrenze
Der Grenzverlauf zwischen Österreich und der Schweiz wurde bei beiden Abschnitten jeweils entlang dem Flusslauf des Alten Rheins belassen. Somit gibt es Gemeinden im Bundesland Vorarlberg, die linksrheinisch liegen. Die St. Galler Gemeinde Diepoldsau befindet sich rechts des Rheins auf einer „Rheininsel“.
Die beiden Grenzübergänge Diepoldsau-Hohenems und Schmitter-Lustenau führen im Bereich des Diepoldsauer Durchstichs über den Alten Rhein.

## Alter Rhein beim Diepoldsauer Durchstich
Der Alte Rhein, der durch den Diepoldsauer Durchstich entstanden ist, kann heute in vier Abschnitte unterteilt werden. Von Süden nach Norden (Fliessrichtung) heissen sie: «Rheinspitz», «Zollbereich» (auch: «beim Zoll»), «Matz» und «Rohrspitz». Alle Abschnitte sind mit kleinen Bächen miteinander verbunden. Überschüssiges Wasser kann im Bereich «Rohr» durch einen Schacht in den darunter fliessenden «Diepoldsauer Kanal», resp. «Lustenauer Kanal», ablaufen.
Der Alte Rhein wurde in den ersten Jahren nach seiner Entstehung intensiv von beiden Uferseiten her ausgebaggert und der gewonnene Kies zur Herstellung von Beton verwendet. Die Baggertiefe erreichte zum Teil 14 m, was unter dem Grundwasserspiegel dieses Bereichs (6–10 m) ist. Das Grundwasser wurde dadurch verschmutzt und der Pegel senkte sich ab. Das Ausbaggern des Kieses wurde daraufhin verboten. Die Ruinen der Anlagen, wie Förderbänder und Schwimmbagger, rosteten danach auf der Schweizer Seite Jahrzehnte lang vor sich hin und wurden von jugendlichen Badebesuchern gerne als Spielplatz benutzt. Bade-Unfälle im Naherholungsgebiet führten zu einem Umdenken, in neuerer Zeit wurde der Schrott entfernt und das Gebiet renaturiert.
Durch den Alten Rhein zieht sich in der Mitte des Gewässers ein zeitweise unterbrochener Mittelstreifen, auf dem sich die Landesgrenze Schweiz/Österreich befindet. Er ist von den jeweiligen Abschnittsgrenzen aus zu erreichen und wird oft als FKK-Strand genutzt. In früheren Zeiten wurden diese Landzungen von Schmugglern genutzt, indem sie sich als Badegäste tarnten. Von einer Seite der Grenze gekommen, vergnügten sie sich am Badesee, und verliessen dann das Naherholungsgebiet in der anderen Richtung. Die Schmuggelware wurde in einer großen Badetasche versteckt.
Der Alte Rhein ist auch ein beliebtes Ziel für Sportfischer aus der Region. Hechte mit einer Länge von über 120 cm und mehr als 15 kg Gewicht wurden schon gefangen, wenn auch eher selten. Dem Sportfischer Gjordjevic Miodrag gelang der Fang eines Rekordkarpfens. Der Spiegelkarpfen war 94 Zentimeter lang und 23,8 Kilogramm schwer. Es war der schwerste Karpfen, der in der Schweiz bis dahin gefangen wurde.

## Rheinholz
Im rechten Teil des Mündungsgebietes des Alten Rheins liegt das Rheinholz mit alten Bäumen und seltenen Tierarten.

## Film
- Grenzenlose Flussfreiheit – Tiefgang am Alten Rhein. Dokumentarfilm, Österreich, 2012, 22:40 Min., Buch und Gestaltung: Ingrid Bertel, Kamera: Alexander Roschanek, Produktion: ORF, Reihe: Erlebnis Österreich, Erstsendung: 2. September 2012 bei ORF III, Inhaltsangabe von ORF, (Memento vom 3. September 2014 im Internet Archive), u. a. mit Alexandra Maria Nutz als Undine-Rezitatorin.